# امشبهة (لودر)

تعديل مصدري - تعديل

امشبهة هي إحدى قرى عزلة زارة بمديرية لودر التابعة لمحافظة أبين، بلغ تعداد سكانها 73 نسمة حسب تعداد اليمن لعام 2004.